# Belgische kampioenschappen atletiek 2020
In 2020 werden de Belgische kampioenschappen atletiek Alle Categorieën op zaterdag 15 en zondag 16 augustus gehouden in het Koning Boudewijnstadion te Brussel.
De 10.000 m voor mannen en vrouwen en de 3000 m steeple voor vrouwen vonden op zondag 27 september plaats in Eigenbrakel. Het hamerslingeren vond plaats in Kessel-Lo.

## Uitslagen

### 100 m
| rang   | atleet             | prestatie (-0,2 m/s) |
| ------ | ------------------ | -------------------- |
| Goud   | Kobe Vleminckx     | 10,42 s              |
| Zilver | Robin Vanderbemden | 10,51 s              |
| Brons  | Kevin Borlée       | 10,62 s              |

| rang   | atlete                 | prestatie (+0,7 m/s) |
| ------ | ---------------------- | -------------------- |
| Goud   | Rani Rosius            | 11,39 s              |
| Zilver | Cynthia Bolingo Mbongo | 11,63 s              |
| Brons  | Imke Vervaet           | 11,68 s              |

### 200 m
| rang   | atleet           | prestatie (+0,6 m/s) |
| ------ | ---------------- | -------------------- |
| Goud   | Julien Watrin    | 21,15 s              |
| Zilver | Jordan Pacquot   | 21,63 s              |
| Brons  | Yoran Deschepper | 21,67 s              |

| rang   | atlete                 | prestatie (+0,2 m/s) |
| ------ | ---------------------- | -------------------- |
| Goud   | Imke Vervaet           | 23,42 s              |
| Zilver | Cynthia Bolingo Mbongo | 23,43 s              |
| Brons  | Rani Rosius            | 23,90 s              |

### 400 m
| rang   | atleet             | prestatie |
| ------ | ------------------ | --------- |
| Goud   | Christian Iguacel  | 46,80 s   |
| Zilver | Camille Snyders    | 47,26 s   |
| Brons  | Sven Van Den Bergh | 47,40 s   |

| rang   | atlete            | prestatie |
| ------ | ----------------- | --------- |
| Goud   | Camille Laus      | 53,13 s   |
| Zilver | Elise Lasser      | 54,30 s   |
| Brons  | Liefde Schoemaker | 54,51 s   |

### 800 m
| rang   | atleet            | prestatie |
| ------ | ----------------- | --------- |
| Goud   | Eliott Crestan    | 1.49,89   |
| Zilver | Aurèle Vandeputte | 1.50,35   |
| Brons  | Tibo De Smet      | 1.50,45   |

| rang   | atlete           | prestatie |
| ------ | ---------------- | --------- |
| Goud   | Renée Eykens     | 2.03,90   |
| Zilver | Mariska Parewyck | 2.05,74   |
| Brons  | Vanessa Scaunet  | 2.06,16   |

### 1500 m
| rang   | atleet          | prestatie |
| ------ | --------------- | --------- |
| Goud   | Ismael Debjani  | 3.47,47   |
| Zilver | Thomas Vanoppen | 3.47,91   |
| Brons  | Ruben Verheyden | 3.48,82   |

| rang   | atlete           | prestatie |
| ------ | ---------------- | --------- |
| Goud   | Elise Vanderelst | 4.18,69   |
| Zilver | Sofie Van Accom  | 4.22,79   |
| Brons  | Jenna Wyns       | 4.24,63   |

### 5000 m
| rang   | atleet            | prestatie |
| ------ | ----------------- | --------- |
| Goud   | Ward D'Hoore      | 14.08,92  |
| Zilver | Lahsene Bouchikhi | 14.10,97  |
| Brons  | Steven Casteele   | 14.11,45  |

| rang   | atlete            | prestatie |
| ------ | ----------------- | --------- |
| Goud   | Nina Lauwaert     | 16.31,36  |
| Zilver | Britt Vanthillo   | 17.14,53  |
| Brons  | Lindsey De Grande | 17.14,71  |

### 10.000 m[1]
| rang   | atleet            | prestatie |
| ------ | ----------------- | --------- |
| Goud   | Mats Lunders      | 29.29,92  |
| Zilver | Nicolaï Saké      | 29.34,06  |
| Brons  | Clement Deflandre | 29.34,60  |

| rang   | atlete           | prestatie |
| ------ | ---------------- | --------- |
| Goud   | Hanne Verbruggen | 34.29,98  |
| Zilver | Florence De Cock | 34.31,56  |
| Brons  | Mieke Gorissen   | 34.32,58  |

### 110 m horden/100 m horden
| rang   | atleet           | prestatie (+0,3 m/s) |
| ------ | ---------------- | -------------------- |
| Goud   | Michael Obasuyi  | 13,82 s              |
| Zilver | François Grailet | 14,45 s              |
| Brons  | Ewout Dumon      | 14,67 s              |

| rang   | atlete          | prestatie (+0,2 m/s) |
| ------ | --------------- | -------------------- |
| Goud   | Anne Zagré      | 13,07 s              |
| Zilver | Sarah Missinne  | 13,37 s              |
| Brons  | Chloé Beaucarne | 13,59 s              |

### 400 m horden
| rang   | atleet                | prestatie |
| ------ | --------------------- | --------- |
| Goud   | Tuur Bras             | 50,69 s   |
| Zilver | Dylan Owusu           | 51,37 s   |
| Brons  | Dries Van Nieuwenhove | 51,49 s   |

| rang   | atlete           | prestatie |
| ------ | ---------------- | --------- |
| Goud   | Paulien Couckuyt | 56,14 s   |
| Zilver | Eline Claeys     | 57,80 s   |
| Brons  | Kylie Lambert    | 60,08 s   |

### 3000 m steeple[2]
| rang   | atleet              | prestatie |
| ------ | ------------------- | --------- |
| Goud   | Clement Deflandre   | 9.08,61   |
| Zilver | Ulysse Lenoir       | 9.12,91   |
| Brons  | Marco Vanderpoorten | 9.19,06   |

| rang   | atlete               | prestatie |
| ------ | -------------------- | --------- |
| Goud   | Eline Dalemans       | 10.05,02  |
| Zilver | Sofie Gallein        | 11.09,55  |
| Brons  | Jolien Van Hoorebeke | 11.25,39  |

### Verspringen
| rang   | atleet              | prestatie         |
| ------ | ------------------- | ----------------- |
| Goud   | Daniel Segers       | 7,89 m (+1,8 m/s) |
| Zilver | Mathias Broothaerts | 7,51 m (+0,5 m/s) |
| Brons  | Corentin Campener   | 7,44 m (+0,2 m/s) |

| rang   | atlete                  | prestatie         |
| ------ | ----------------------- | ----------------- |
| Goud   | Bo Brasseur             | 5,98 m (-0,2 m/s) |
| Zilver | Ilona Masson            | 5,93 m (+0,8 m/s) |
| Brons  | Anne-dominique Baramoto | 5,78 m (+0,2 m/s) |

### Hink-stap-springen
| rang   | atleet               | prestatie          |
| ------ | -------------------- | ------------------ |
| Goud   | Björn De Decker      | 14,67 m (+0,3 m/s) |
| Zilver | Matthias De Leenheer | 14,20 m (+0,3 m/s) |
| Brons  | Desire Kingunza      | 14,15 m (0,0 m/s)  |

| rang   | atlete         | prestatie          |
| ------ | -------------- | ------------------ |
| Goud   | Elsa Loureiro  | 12,79 m (+0,9 m/s) |
| Zilver | Saliyya Guisse | 12,75 m (-3,5 m/s) |
| Brons  | Ilona Masson   | 12,48 m (-0,4 m/s) |

### Hoogspringen
| rang   | atleet        | prestatie |
| ------ | ------------- | --------- |
| Goud   | Thomas Carmoy | 2,25 m    |
| Zilver | Lars Van Looy | 2,15 m    |
| Brons  | Jef Vermeiren | 2,09 m    |

| rang   | atlete         | prestatie |
| ------ | -------------- | --------- |
| Goud   | Merel Maes     | 1,84 m    |
| Zilver | Zita Goossens  | 1,82 m    |
| Brons  | Yorunn Ligneel | 1,74 m    |

### Polsstokhoogspringen
| rang   | atleet              | prestatie |
| ------ | ------------------- | --------- |
| Goud   | Ben Broeders        | 5,60 m    |
| Zilver | Robin Bodart        | 5,00 m    |
| Brons  | Thomas Van Nuffelen | 4,90 m    |

| rang   | atlete          | prestatie |
| ------ | --------------- | --------- |
| Goud   | Elien Vekemans  | 4,20 m    |
| Zilver | Melanie Vissers | 4,10 m    |
| Brons  | Lola Lepère     | 4,00 m    |

### Kogelstoten
| rang   | atleet              | prestatie |
| ------ | ------------------- | --------- |
| Goud   | Philip Milanov      | 16,65 m   |
| Zilver | Matthias Quintelier | 16,64 m   |
| Brons  | Jarno Wagemans      | 15,36 m   |

| rang   | atlete                | prestatie |
| ------ | --------------------- | --------- |
| Goud   | Myrthe Van Der Borght | 14,28 m   |
| Zilver | Elise Helsen          | 13,69 m   |
| Brons  | Elena Defrère         | 13,50 m   |

### Discuswerpen
| rang   | atleet           | prestatie |
| ------ | ---------------- | --------- |
| Goud   | Philip Milanov   | 60,16 m   |
| Zilver | Edwin Nys        | 49,66 m   |
| Brons  | Stijn Spilliaert | 49,06 m   |

| rang   | atlete             | prestatie |
| ------ | ------------------ | --------- |
| Goud   | Katelijne Lyssens  | 51,48 m   |
| Zilver | Anouska Hellebuyck | 50,94 m   |
| Brons  | Emilie Dodrimont   | 48,52 m   |

### Speerwerpen
| rang   | atleet           | prestatie |
| ------ | ---------------- | --------- |
| Goud   | Timothy Herman   | 77,53 m   |
| Zilver | Cedric Sorgeloos | 73,41 m   |
| Brons  | Michael Boa      | 60,16 m   |

| rang   | atlete          | prestatie |
| ------ | --------------- | --------- |
| Goud   | Cassandre Evans | 44,24 m   |
| Zilver | Ann Telemans    | 43,84 m   |
| Brons  | Nele Meylemans  | 42,25 m   |

### Hamerslingeren[3]
| rang   | atleet             | prestatie |
| ------ | ------------------ | --------- |
| Goud   | Rémi Malengreaux   | 63,19 m   |
| Zilver | Stef Vanbroekhoven | 62,42 m   |
| Brons  | Kobe Gieghase      | 59,19 m   |

| rang   | atlete                | prestatie |
| ------ | --------------------- | --------- |
| Goud   | Vanessa Sterckendries | 67,62 m   |
| Zilver | Ilke Lagrou           | 56,89 m   |
| Brons  | Nele Lambrecht        | 46,43 m   |

1889 · 
1890 · 
1891 · 
1892 · 
1893 · 
1894 · 
1895 · 
1896 · 
1897 · 
1898 · 
1899 · 
1900 · 
1901 · 
1902 · 
1903 · 
1904 · 
1905 · 
1906 ·
1907 ·
1908 · 
1909 · 
1910 · 
1911 · 
1912 · 
1913 · 
1914 · 
1919 · 
1920 · 
1921 · 
1922 · 
1923 · 
1924 · 
1925 · 
1926 · 
1927 · 
1928 · 
1929 · 
1930 · 
1931 · 
1932 · 
1933 · 
1934 · 
1935 · 
1936 · 
1937 · 
1938 · 
1939 · 
1940 · 
1941 · 
1942 · 
1943 · 
1944 · 
1945 · 
1946 · 
1947 · 
1948 · 
1949 · 
1950 · 
1951 · 
1952 · 
1953 · 
1954 · 
1955 · 
1956 · 
1957 · 
1958 · 
1959 · 
1960 · 
1961 · 
1962 · 
1963 · 
1964 · 
1965 · 
1966 · 
1967 · 
1968 · 
1969 · 
1970 · 
1971 · 
1972 · 
1973 · 
1974 · 
1975 · 
1976 · 
1977 · 
1978 · 
1979 · 
1980 · 
1981 · 
1982 · 
1983 · 
1984 · 
1985 · 
1986 · 
1987 · 
1988 · 
1989 · 
1990 · 
1991 · 
1992 · 
1993 · 
1994 ·
1995 · 
1996 · 
1997 · 
1998 · 
1999 · 
2000 · 
2001 · 
2002 · 
2003 · 
2004 · 
2005 · 
2006 · 
2007 · 
2008 · 
2009 · 
2010 · 
2011 · 
2012 · 
2013 · 
2014 · 
2015 · 
2016 · 
2017 · 
2018 · 
2019 · 
2020 · 
2021 · 
2022 · 
2023 · 
2024